# Grace Slick
Pour les articles homonymes, voir Slick.
Grace Slick, née Grace Barnett Wing le 30 octobre 1939 à Evanston dans l'Illinois, États-Unis, est une chanteuse américaine, membre successivement des groupes The Great Society, Jefferson Airplane, puis Jefferson Starship et Starship, des années 1960 jusqu'aux années 1980. Avec ces formations, elle contribue à populariser le rock psychédélique. Elle est une icône de la scène psychédélique.

## Biographie

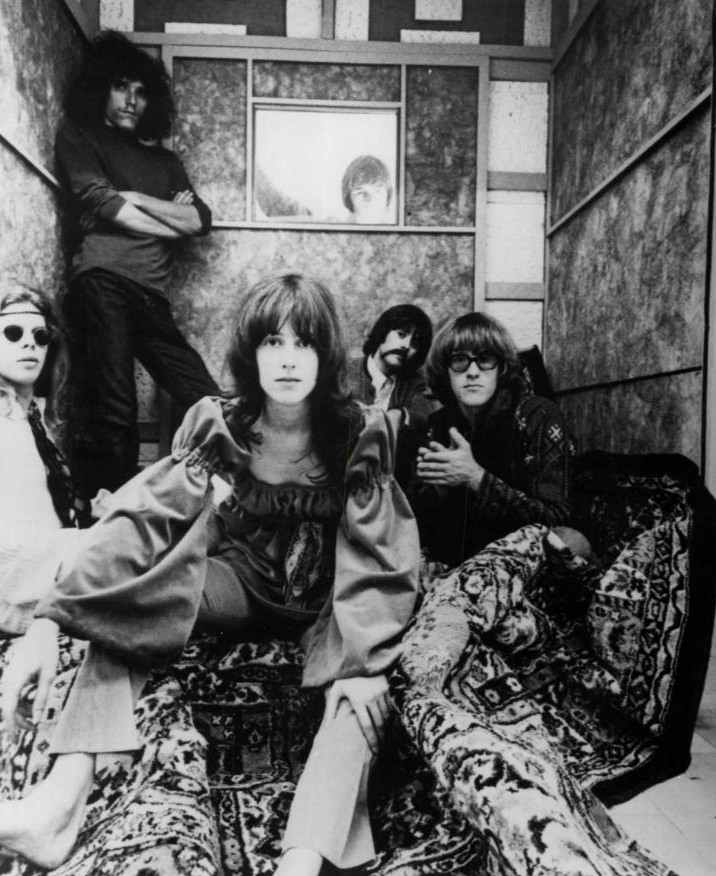
Grace Slick en 1967.

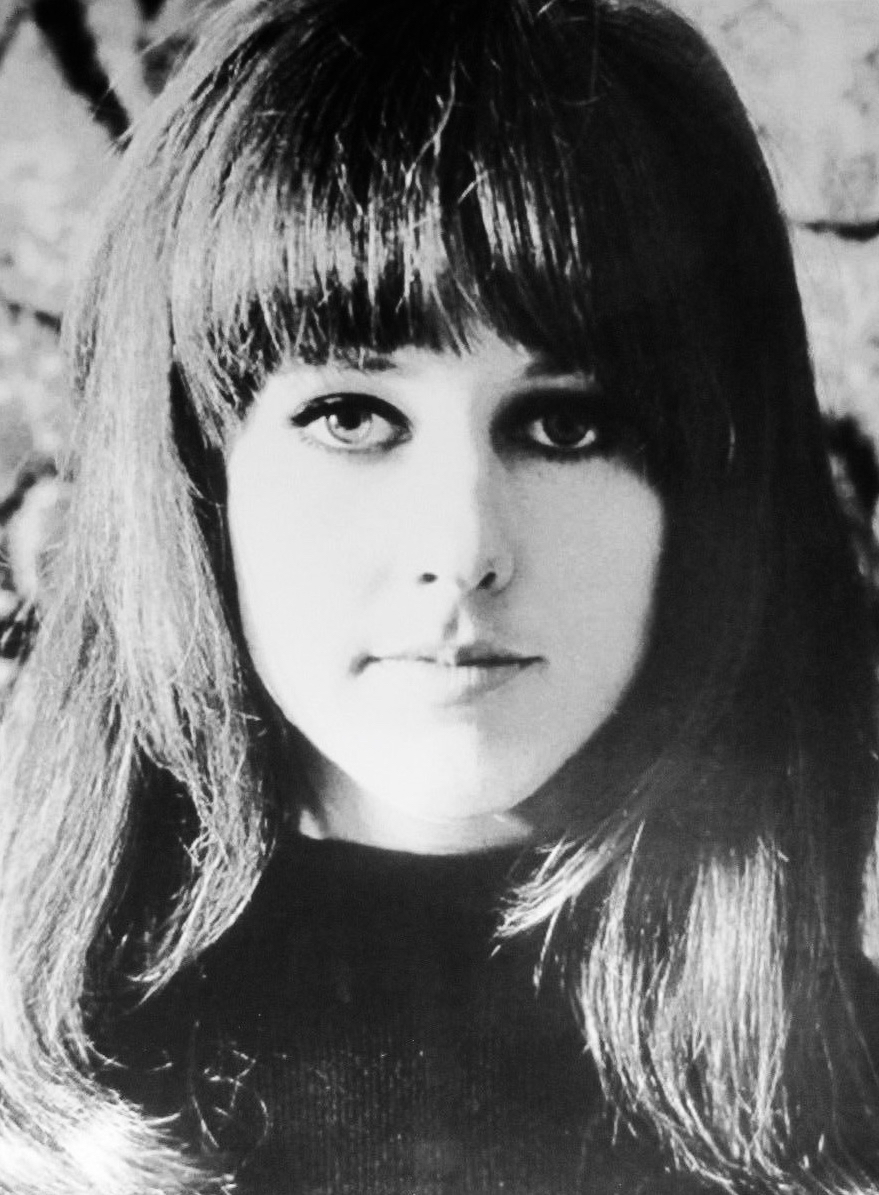
Grace Slick en 1967.

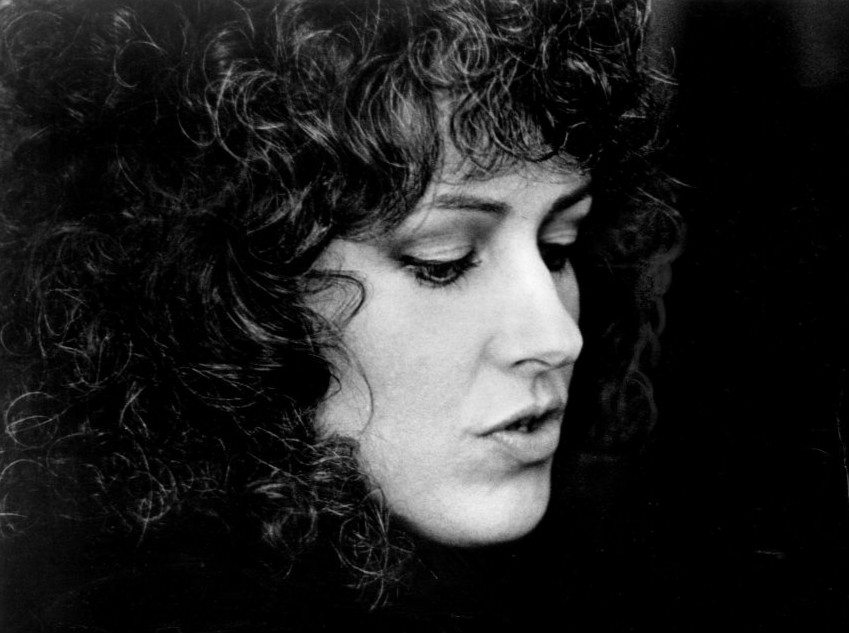
Grace Slick en 1976.

Grace Slick nait en 1939 dans l'Illinois, dans la région de Chicago. En 1949, la famille, — son père Ivan Wing (1907-1987) d'origine norvégienne et suédoise, sa mère Virginia Barnett (1910-1984) et son frère Chris, —déménage à Los Angeles puis plus tard à San Francisco.
Grace étudie à Palo Alto en Californie, au Palo Alto Senior High School et au Castilleja High School. De 1957 à 1958, elle étudie au Finch College à New York, et de 1958 à 1959 à l'Université de Miami à Coral Gables en Floride.
Elle forme à San Francisco le groupe de folk psychédélique The Great Society (1965-1966), souvent stylisé « The Great! Society ». La formation initiale comporte son mari de l'époque, Jerry Slick, à la batterie, le frère de celui-ci, Darby, à la guitare, David Minor aux chants et guitare, Bard DuPont à la basse et Peter Vandergelder au saxophone. 
En 1966, après la disparition de The Great Society, elle remplace Signe Anderson dans le groupe de rock psychédélique Jefferson Airplane. Elle chante, joue du piano et de l'orgue sur le second album du groupe, Surrealistic Pillow, sorti en 1967, ainsi que sur les albums suivants. Elle se produit avec le groupe lors du Monterey Pop Festival (1967) et au festival de Woodstock (1969).
Grace Slick participe à plusieurs albums en marge de Jefferson Airplane avec son compagnon, le guitariste Paul Kantner (également membre du groupe), dont Sunfighter (1971) et Baron Von Tollbooth & the Chrome Nun (1973). 
Manhole, son premier album solo, sort en 1974. Quelques mois plus tard, elle retrouve Jefferson Airplane, rebaptisé Jefferson Starship. Elle participe à la composition des albums Dragon Fly, Red Octopus et Spitfire, avant de quitter momentanément le groupe en 1978. Elle réapparaît durant les années 1980 sur les albums Modern Times, Winds of Change et Nuclear Furniture. Elle poursuit parallèlement sa carrière solo avec les deux albums Dreams et Welcome to the Wrecking Ball, sortis au début des années 1980, suivis par Software en 1984.
Après le départ de Paul Kantner, Jefferson Starship adopte le nom de Starship où Grace joue de nouveau sur les albums Knee Deep in the Hoopla et No Protection, avant de quitter le groupe en 1988. Sa dernière collaboration remonte à 1989, lors d'une brève réunion de Jefferson Airplane. 
Retirée du monde de la musique en 1990, elle s'installe à Malibu, comté de Los Angeles, et commence à peindre. Elle est membre de l'association de défense des animaux PETA (People for the Ethical Treatment of Animals). Son autobiographie, Somebody to Love? A Rock and Roll Memoir, est éditée en 1998. 
RCA a édité en 1999 une compilation de ses meilleurs titres avec Jefferson Airplane, Jefferson Starship et en solo.

## Une personnalité explosive

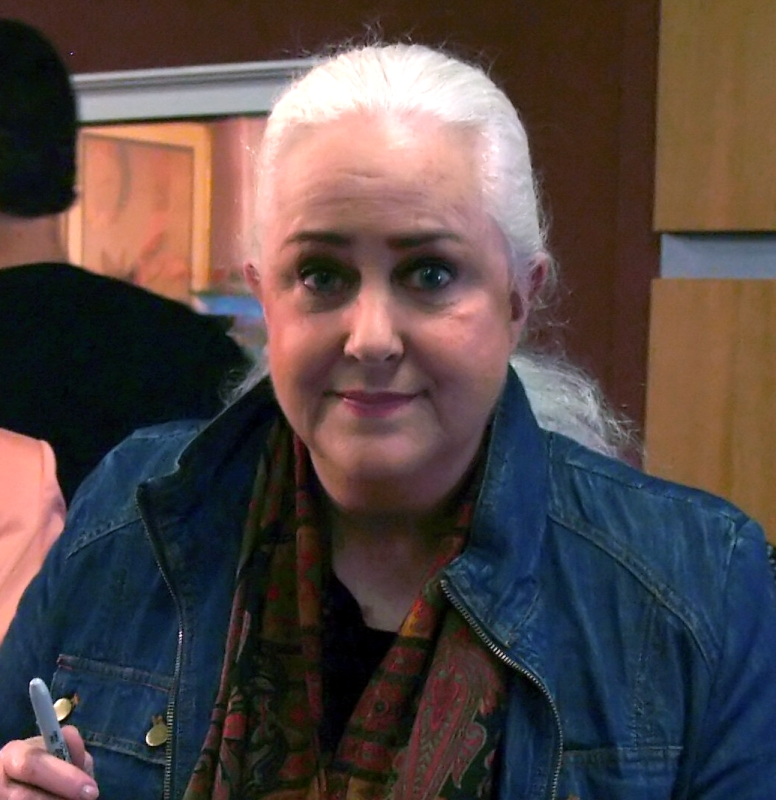
Grace Slick en 2008.

Grace Slick se fit connaître autant pour sa musique que pour sa personnalité qualifiée d'explosive par certains journalistes. Elle et Tricia Nixon (en), fille du président Richard Nixon, ont suivi ensemble leur scolarité au Collège Finch. Invitée par cette dernière en 1969 avec les autres étudiants à un thé à la Maison-Blanche, Slick se présente avec le militant politique Abbie Hoffman et 600 microgrammes de LSD (elle avait envisagé de mettre du LSD dans le thé du président). Reconnus par le personnel de sécurité, ils sont empêchés d'entrer car Slick avait été placée sur la liste noire du FBI, les membres du groupe Jefferson Airplane étaient fichés pour « textes de chansons suspects ».
Durant la tournée européenne de Jefferson Starship en 1978, l'alcoolisme de Grace Slick devient un problème pour le groupe qui doit annuler la première représentation en Allemagne parce qu'elle est trop ivre pour chanter, provoquant une émeute du public. Elle joue le soir suivant avec le groupe, mais ivre au point de ne pouvoir chanter correctement, elle insulte le public et se moque du pays d'avoir perdu la Seconde Guerre mondiale. Le lendemain, elle quitte le groupe. Admise dans un centre de désintoxication au moins deux fois, une fois pendant les années 1970 dans le centre de Duffy, Napa Valley, une autre fois dans les années 1990, Grace a publiquement reconnu son alcoolisme. Elle a parlé de ses expériences de réhabilitation et de sa consommation de LSD, de marijuana et d'autres substances dans son autobiographie et dans divers entretiens,,.
Dans les années 1980, alors qu'elle est la seule ancienne membre de Jefferson Airplane dans Jefferson Starship, le groupe place trois tubes au hit-parade et, malgré ce succès, Grace dénigre la musique du groupe. Elle quitte le groupe en 1988, peu de temps après la sortie de leur dernier album. En 1989, Grace et les anciens membres de Jefferson Airplane se reforment, sortent un album et font une tournée.
Slick a été mariée au photographe Gerald « Jerry » Slick, de 1961 à 1971, puis à Skip Johnson. Sa fille China Wing Kantner naît le 25 janvier 1971 de sa relation (de 1969 à 1975) avec l'ancien guitariste de Jefferson Airplane, Paul Kantner,.

## Discographie

### Albums studio
- 1973 : Manhole
- 1980 : Dreams
- 1981 : Welcome to the Wrecking Ball!
- 1984 : Software

### Compilation
- 1999 : The Best of Grace Slick

### Albums collaboratifs
- 1971 : Sunfighter (avec Paul Kantner)
- 1973 : Baron von Tollbooth and the Chrome Nun (avec David Freiberg)